# Steinreihen von Kerzerho

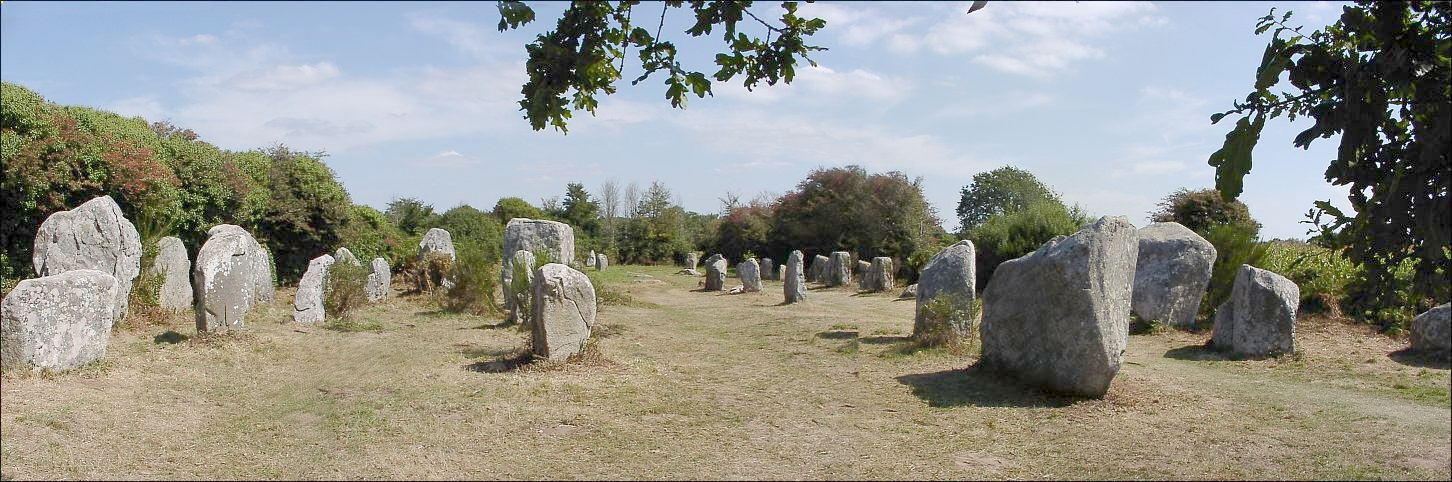
Steinreihen von Kerzerho

Die Steinreihen von Kerzerho liegen in der Gemeinde Erdeven, im Département Morbihan in der Bretagne in Frankreich.

## Beschreibung
Sie wurden durch die Errichtung der D781 (Straße) zwischen Erdeven und Plouharnel schwer beschädigt. Zuvor bildeten sie ein Ensemble aus ca. 1100 Steinen, das zwei Kilometer lang und 65 m breit war. Heute kann man die Reste des multiplen Alignements einen Kilometer südlich von Erdeven besichtigen.
Von Norden kommend liegen rechts der Straße einige große Menhire, davon ist einer mit Pflanzengravuren verziert. Hier handelt es sich vermutlich um die Reste eines Steinkreises. Links der Straße haben sich stellenweise bis zu 10 parallele Reihen in Ost-West-Ausrichtung erhalten. Etwa 20 Menhire am Ende der Allee sind besonders bemerkenswert, ihre Höhe übertrifft die Steine von Carnac und erreicht über sechs Meter.
Über die Alignements ist seit zwei Jahrhunderten geschrieben worden. Die zuerst entdeckten und von Felix Royer de La Sauvagere (1755) beschriebenen zeigen eine Ausrichtung zum Sonnenaufgang, weswegen er einen Kult der Gestirne angenommen hat.
Weiter südlich sind einige kleinere Alignements bemerkenswert. Die sechs großen Menhire von Vieux Moulin östlich der Straße und die Menhire von Sainte-Barbe sind Reste von einst ausgedehnteren Anlagen.

Alignements von Kerzérho
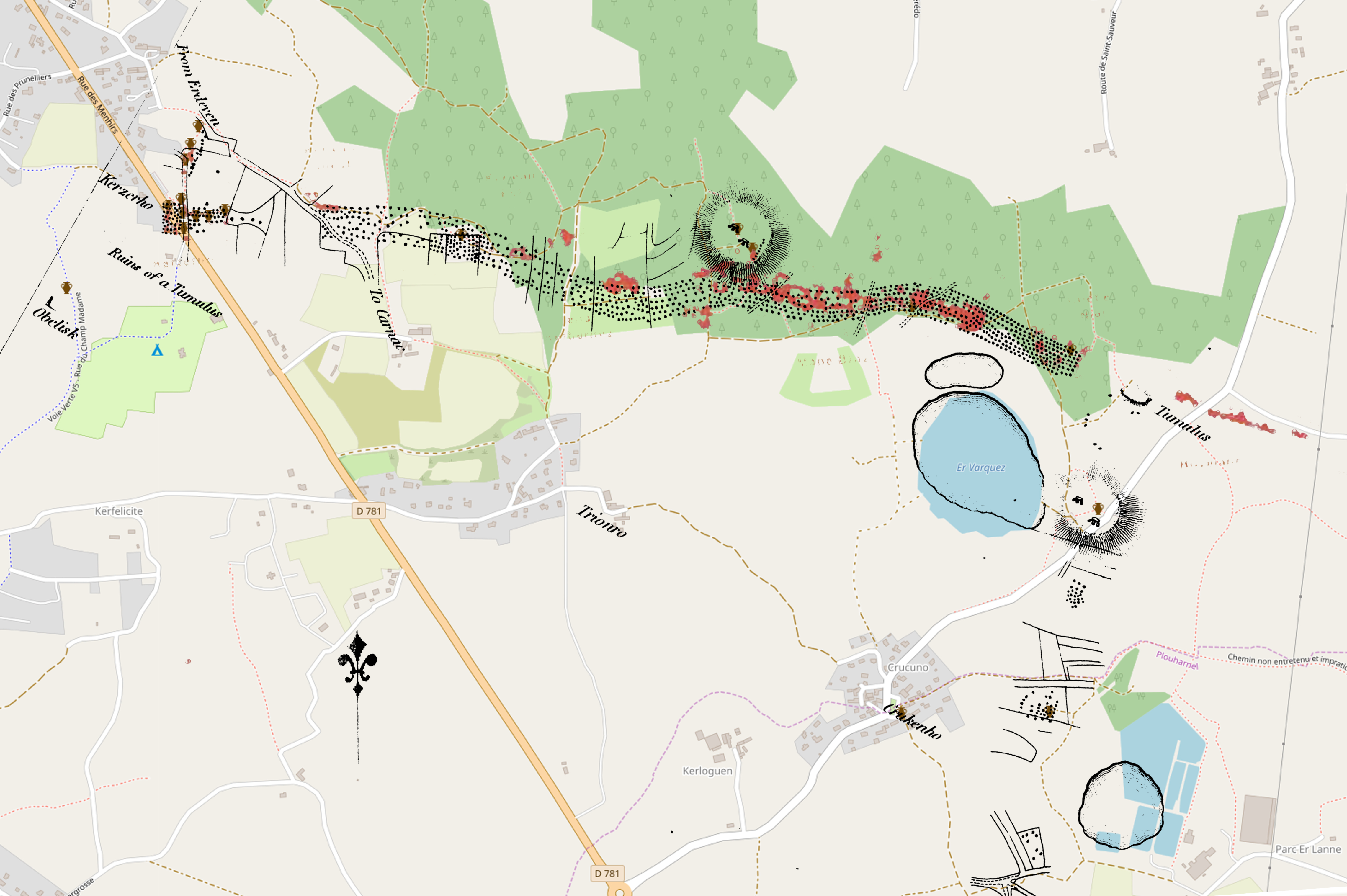
Steinreihen 1832
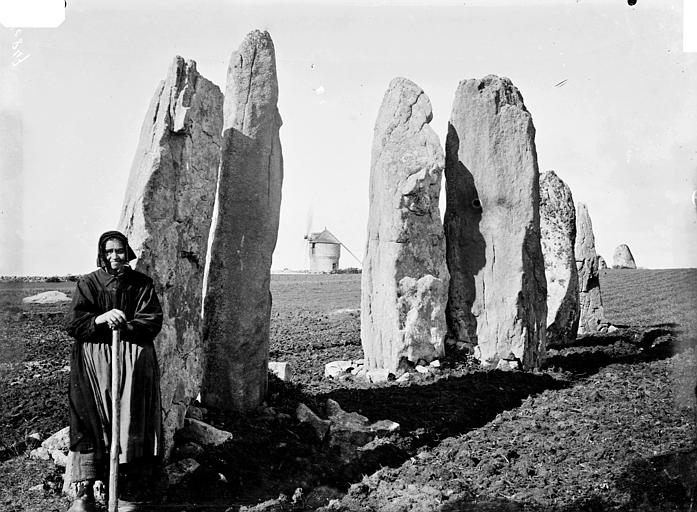
Vieux Moulin
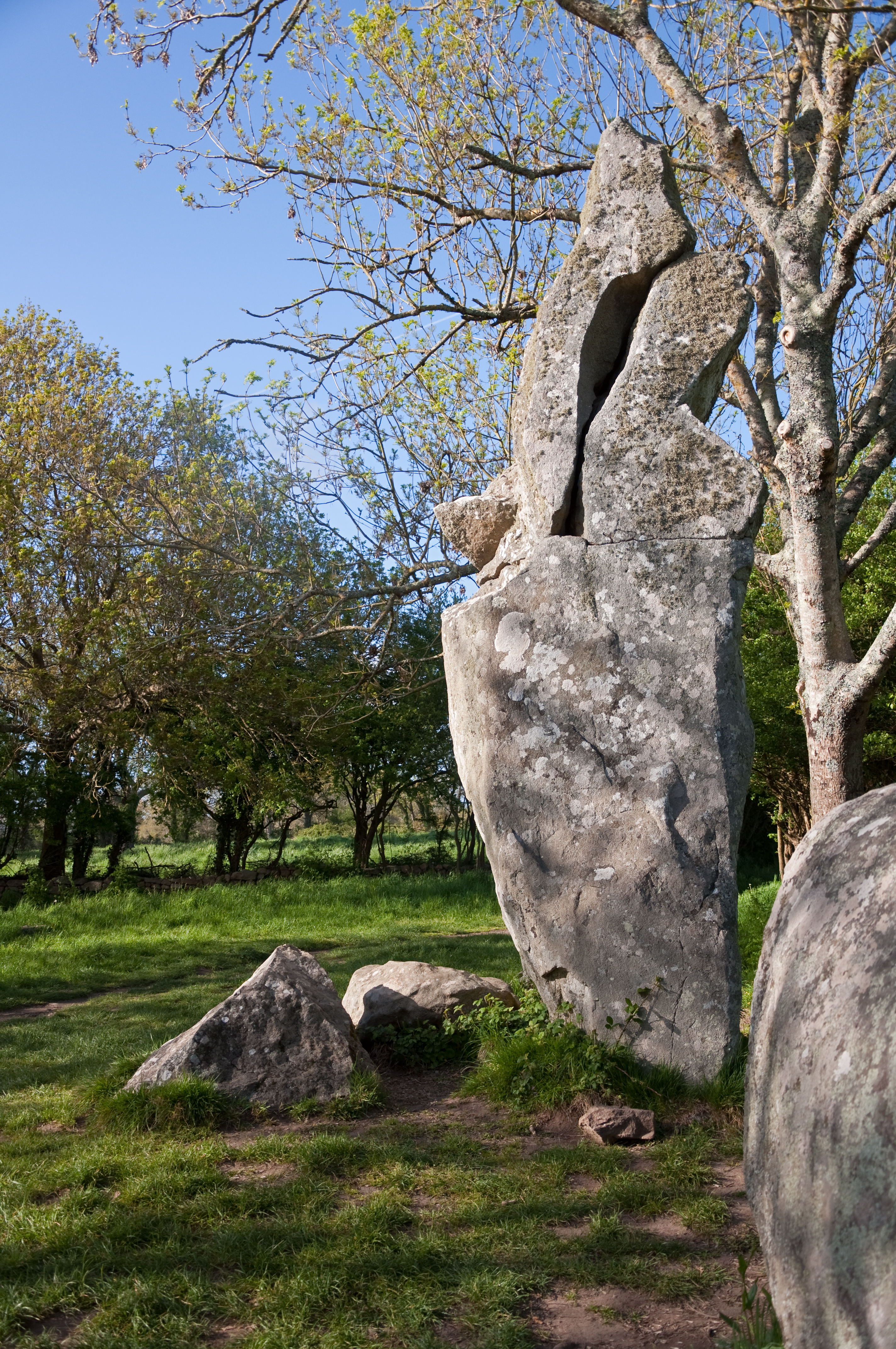
Der Riese von Kerzerho
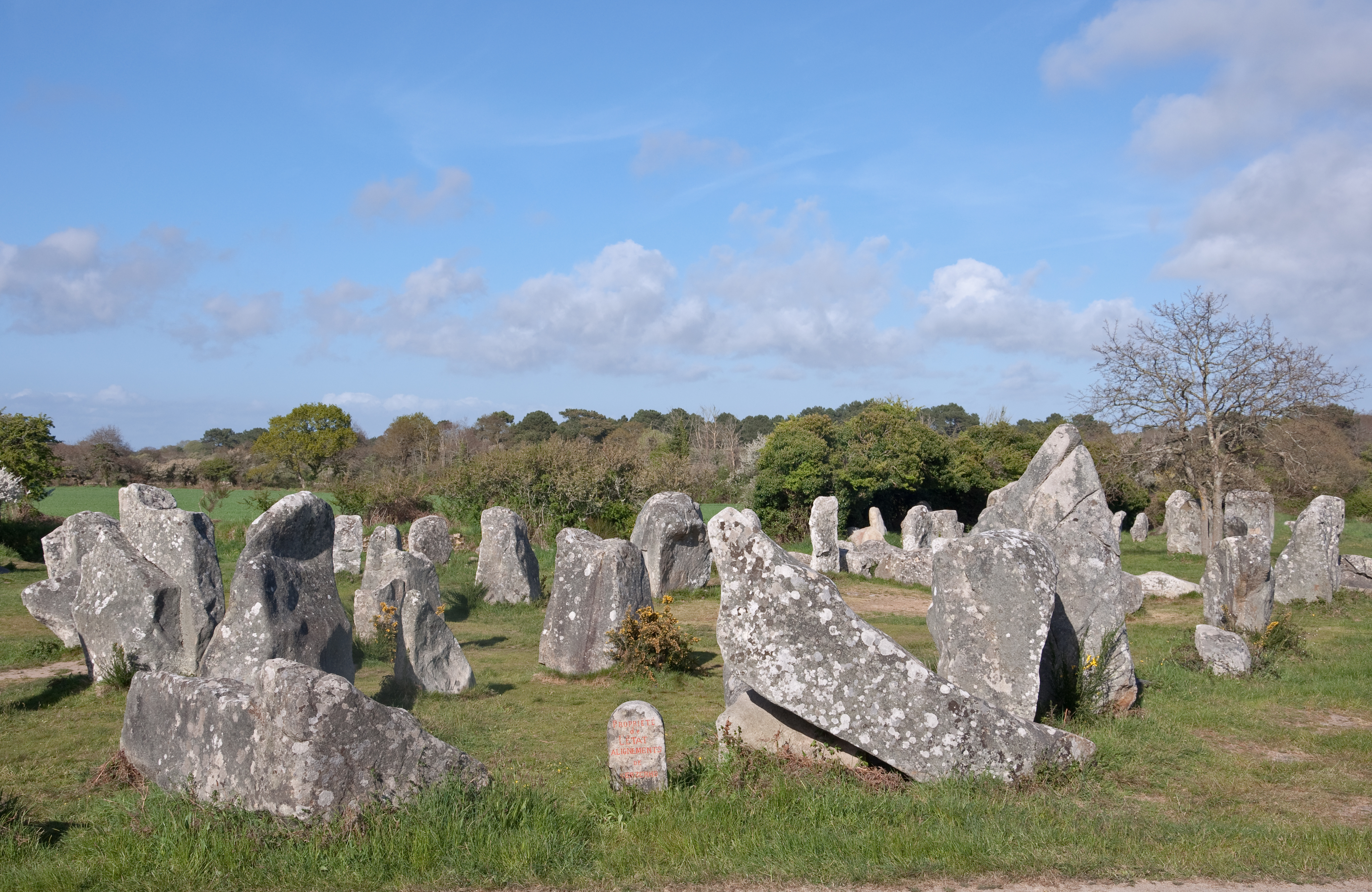
Steinreihen

## Les Geants de Kerzerho
Etwa 100 Meter nördlich der Alignements von Kerzerho beginnt die in Nord-Süd orientierte Reihe. Es ist keine gerade Linie und es sind auch liegende Steine vorhanden. Einer der liegenden Steine wird als „Table de Sacrifice - Opfertisch“ bezeichnet. Die meisten sind mit einer Höhe von 6,0 bis 7,0 Metern höher als die der Alignements von Kerzerho.
In der Nähe liegt der Dolmen von Botlann.